# Abisag

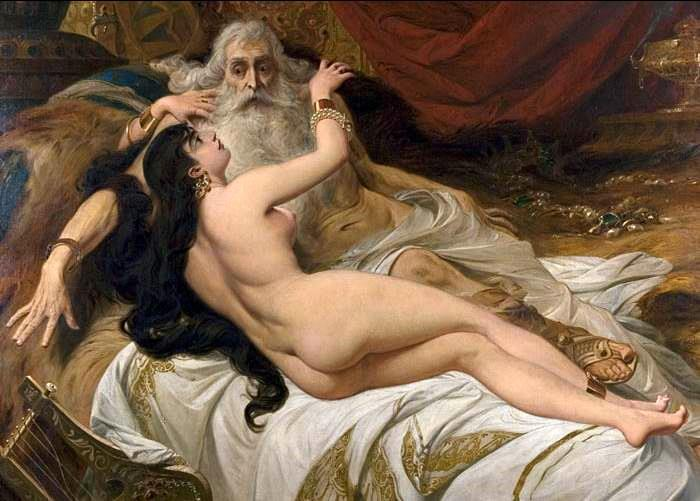
Pedro Américo: David en Abisag

Abisag was volgens de Hebreeuwse Bijbel een maagdelijk jong meisje dat koning David tijdens zijn laatste levensweken verzorgde. David kon het namelijk niet meer warm krijgen, hoeveel dekens men ook op hem legde. Zijn hovelingen zochten daarom een jonge maagd die bij de oude man zou slapen om hem te verwarmen, zonder gemeenschap met hem te hebben. Zij vonden Abisag in de plaats Sunem (1 Koningen 1:1-4).
Na de dood van David wilde zijn zoon Adonia Abisag tot vrouw en richtte zijn verzoek aan Batseba, de moeder van Salomo. Toen Salomo via zijn moeder de vraag kreeg, liet hij Adonia doden (1 Koningen 2:13-25).

## Sunamitisme
Naar de plaats van herkomst van Abisag werd sunamitisme vernoemd, de praktijk waarbij een oude man sliep met een maagd, zonder noodzakelijkerwijs seks te hebben. Dit was een esoterische "therapie" om jeugdig te blijven die werd gebruikt tot in de 17e eeuw. De gedachte was dat de warmte en het vocht van de jonge vrouw werden overgedragen aan de oude man om hem te revitaliseren. Ook Herman Boerhaave (18e eeuw) adviseerde deze methode en schreef dat het kracht en geest kan herstellen.